# Pouancé
Pouancé là một xã thuộc tỉnh Maine-et-Loire trong vùng Pays de la Loire phía tây nước Pháp. Xã này nằm ở khu vực có độ cao trung bình 20 mét trên mực nước biển. Xã nằm ở ranh giới 4 tỉnh của Pháp: Maine-et-Loire, Mayenne về phía bắc, Ille-et-Vilaine về phía tây bắc và Loire-Atlantique về phía tây.

## Khí hậu
| Tháng | T1   | T2   | T3   | T4   | T5   | T6   | T7   | T8   | T9   | T10  | T11  | T12  | Năm   |
| --- | ---- | ---- | ---- | ---- | ---- | ---- | ---- | ---- | ---- | ---- | ---- | ---- | ----- |
| Trung bình cao (°C)                                                                                        | 7,9  | 9,2  | 12,6 | 15,3 | 19   | 22,6 | 24,9 | 24,7 | 21,8 | 17   | 11,4 | 8,4  | 16,2  |
| Trung bình thấp (°C)                                                                                       | 2,1  | 2,2  | 3,9  | 5,6  | 8,9  | 11,8 | 13,6 | 13,4 | 11,3 | 8,4  | 4,6  | 2,8  | 7,4   |
| Nhiệt độ trung bình (°C)                                                                                   | 5    | 5,7  | 8,2  | 10.4 | 13,9 | 16,2 | 19,2 | 19,1 | 16,5 | 12,7 | 8    | 5,6  | 11,8  |
| Trung bình giáng thủy trong tháng (mm)                                                                     | 62,1 | 50,8 | 51,7 | 44,6 | 54,4 | 41,2 | 43,8 | 44,9 | 52,2 | 59,6 | 64,5 | 63,4 | 633,4 |
| Thời gian nắng hàng tháng (giờ/tháng)                                                                      | 70   | 92   | 141  | 179  | 201  | 234  | 248  | 237  | 191  | 129  | 89   | 65   | 1877  |
| Source: Climatologie de 1947 à 2008 - Angers, France Lưu trữ ngày 13 tháng 10 năm 2008 tại Wayback Machine |      |      |      |      |      |      |      |      |      |      |      |      |       |

## Kết nghĩa
- Şopotu Nou từ năm 2007 (Website Lưu trữ ngày 11 tháng 11 năm 2008 tại Wayback Machine).